# 다가조시
다가조시(일본어: 多賀城市)는 일본 미야기현의 거의 중앙에 있는 시이다. 무쓰국 국부의 다가성이 놓여 미야기노, 미야기군, 미야기현의 명칭 유래가 되었다.
센다이시의 베드타운 중에서는 남쪽으로 접하는 나토리시에 뒤이은 인구를 가지고 인구도 증가 경향에 있다.
센다이시 북동쪽에 위치하고 시가지는 구릉 지대상에 있다. 1942년에 일본 해군 공창이 설치된 이후 남부는 공업 입지로 발전했다. 센다이항의 개항도 이것에 박차를 가하고 있다. 센다이시 중심부에서 철도로 연결되어 접근성이 좋아 베드타운으로 자리매김했고 서부의 논지대에서는 주택지 조성이 진행되고 있다.

## 지리
센다이시 도심부에서 볼 때 북동쪽 교외(센엔 지구)이고 센다이항 근처에 위치한다.

## 역사
724년에 다가성이 축성되어 무쓰국의 국부가 되었다. 1591년 다테 마사무네는 이와데야마성을 본거지로 삼고 다테령을 형성했다. 1600년 세키가하라 전투를 거친 후에 1601년에 다테 마사무네는 센다이성을 본거지로 하여 센다이번을 성립하였다. 이후 1871년 폐번치현 때까지 현재의 다가조 지역을 포함한 미야기군은 센다이번의 일부가 되었다.
- 1889년 4월 1일 - 정촌제 시행과 함께 미야기군 다가조촌이 성립하였다.
- 1951년 7월 1일 - 정으로 승격해 다가조정이 되었다.
- 1971년 11월 1일 - 시로 승격하였다.
- 2011년 3월 11일 - 동일본 대지진으로 피해를 입었다.
- 2013년 7월 1일 - 센다이시와 경계를 변경하였다.

## 교통

### 철도
- 동일본 여객철도
  - 도호쿠 본선
  - 센세키선

- 센다이 임해철도
  - 임해 본선

### 도로
- 산리쿠 자동차도
- 국도 45호선

## 인구
| 연도 | 인구   | ±%     |
| ---- | ------ | ------ |
| 1940 | 8,199  | —      |
| 1950 | 14,659 | +78.8% |
| 1960 | 21,047 | +43.6% |
| 1970 | 36,677 | +74.3% |
| 1980 | 50,785 | +38.5% |
| 1990 | 60,625 | +19.4% |
| 2000 | 61,457 | +1.4%  |
| 2010 | 63,060 | +2.6%  |

## 자매 도시
- 일본 후쿠오카현 다자이후시
- 일본 야마가타현 덴도시
- 일본 나라현 나라시